# Wheatland (condado de Vernon, Wisconsin)
Wheatland es un pueblo ubicado en el condado de Vernon en el estado estadounidense de Wisconsin. En el Censo de 2010 tenía una población de 561 habitantes y una densidad poblacional de 7,84 personas por km².

## Geografía
Wheatland se encuentra ubicado en las coordenadas 43°27′22″N 91°11′5″O / 43.45611, -91.18472. Según la Oficina del Censo de los Estados Unidos, Wheatland tiene una superficie total de 71.59 km², de la cual 66.98 km² corresponden a tierra firme y (6.45%) 4.62 km² es agua.

## Demografía
Según el censo de 2010, había 561 personas residiendo en Wheatland. La densidad de población era de 7,84 hab./km². De los 561 habitantes, Wheatland estaba compuesto por el 96.97% blancos, el 0.18% eran afroamericanos, el 0% eran amerindios, el 0.18% eran asiáticos, el 0.18% eran isleños del Pacífico, el 0% eran de otras razas y el 2.5% pertenecían a dos o más razas. Del total de la población el 0.36% eran hispanos o latinos de cualquier raza.